# CD79A
CD79A (англ. B-cell antigen receptor complex-associated protein alpha chain) — мембранный белок, продукт гена человека CD79A. Вместе с родственным белком CD79B образует гетеродимер, ассоциированный с мембрано-связанным иммуноглобулином на поверхности B-лимфоцита, что формирует B-клеточный рецептор. Аналогичным образом CD79A ассоциирует с CD3 в Т-клеточном рецепторе и позволяет клетке отвечать на присутствие антигена на клеточной поверхности. Ген связан с развитием агаммаглобулинемии 3-го типа.

## Ген
Ген CD79A мыши был клонирован в 1980-х годах, ген CD79A человека был открыт в начале 1990-х годов. Короткий ген длиной 4.3 kb содержит 5 экзонов.
Ген CD79A характеризуется консервативной последовательностью в ходе эволюции, начиная с лучепёрых рыб, но отсутствует у хрящевых рыб, таких как акулы. Таким образом, появление CD79A совпадает с эволюцией B-клеточного рецептора с более широким разнообразием в результате рекомбинации множественных элементов V, D и J у костистых рыб по сравнению с единственными элементами V, D и J у акул.

## Структура белка
CD79A состоит из 226 аминокислот, молекулярная масса 30,0 кДа. В результате альтернативного сплайсинга образуется 2 изофомы. Это мембранный белок с внеклеточным иммуноглобулиновым доменом, одним трансмембранным участком и коротким цитоплазматическим доменом. Цитоплазматический участок содержит множественные участки фосфорилирования, включая консервативный мотив связывания с двойным фосфотирозином ITAM. Более крупная изоформа у человека содержит участок 88-127, образуя полный иммуноглобулиновый домен, тогда как короткая изоформа имеет укороченный иммуноглобулиновый домен CD79a has several cysteine residues, one of which forms covalent bonds with CD79b..

## Функции
CD79a имеет несколько функций в развитии и функционировании B-клеток. Гетеродимер CD79a/b нековалентно ассоциирован с тяжёлой цепью иммуноглобулина через свой трансмембранный домен и образует либо B-клеточный рецептор вместе с лёгкой цепью иммуноглобулина, либо пре-B-клеточный рецептор вместе с суррогатной лёгкой цепью в развивающихся B-клетках. Ассоциация гетеродимера CD79a/b с тяжёлой цепью иммуноглобулина необходима для поверхностной экспрессии B-клеточного рецептора и индуцируемого рецептором входа кальция и фосфорилирования тирозина. Генетическая делеция трансмембранного экзона в гене CD79A приводит к потере белка и полной блокировки развития B-клеток на этапе перехода про-B- в пре-B-клетку. Аналогично, у больных с гомозиготным вариантом сплайсинга развивается потеря трансмембранного участка и укороченный белок или его отсутствие приводит к агаммаглобулинемии и дефицита периферических B-клеток.
Остатки тирозина в ITAM-мотиве CD79a (Tyr188 и Tyr199 у человека; Tyr182 и Tyr193 у мыши), которые фосфорилируются в ответ на перешивку B-клеточного рецептора, играют критическую роль в связывании Syk-киназ и переносе сигнала. Кроме этого, тирозины ITAM-мотивов CD79a и CD79b синергически опосредуют переход про-B- в пре-B-клетки. Потеря одного из двух ITAM-мотивов CD79a/b приводит к нарушению развития B-клеток, однако независимый от T-клеток ответ типа II и опосредуемый B-клеточным рецептором вход кальция остаётся нормальным. Однако наличие обоих функциональных ITAM-мотивов CD79a/b необходимо для нормального T-лимфоцит-зависимого ответа. Цитоплазматический домен CD79a содержит дистальный от ITAM-мотива тирозин (Tyr210 у человека, Tyr204 у мыши), который после фосфорилирования может связываться с BLNK и Nck и критически важен для рецептор-опосредованной пролиферации B-клеток и развития В1-клеток. Фосфорилирование тирозинов ITAM-мотива и перенос сигнала отрицательно регилируется остатками серина и треонина, расположенных вблизи мотива (Ser197, Ser203, Thr209 у человека; Ser191, Ser197, Thr203 у мыши) и играет роль в ограничении образования плазматических клеток костного мозга, секретирующих IgG2a и IgG2b.

## В диагностике
Белок CD79a присутствует на поверхности только B-клеток, что делает его надёжным маркёром B-лимфоцитов в иммуногистохимических исследованиях. Белок также остаётся на B-клетках после их трансформации в плазматические клетки, а также на практически всех B-клеточных неоплазмах, включая B-клеточные лимфомы, плазмацитомы и миеломы. CD79a экспрессирован на аномальных лимфоцитах в некоторых случаях болезни Ходжкина. Поскольку CD79a находится на предшественниках B-клеток, этот белок может использоваться для окрашивания более широкого спектра клеток, чем стандартный B-клеточный маркёр CD20, экспрессируемый главным образом на зрелых B-клеточных лимфомах, и, таким образом, часто оба маркёра применяются в иммуногистохимических панелях одновременно.